# Rebel (Lecrae)
Rebel è il terzo album in studio del rapper statunitense Lecrae, pubblicato nel 2008.

## Tracce
1. Rebel Intro – 3:06
2. Don't Waste Your Life (featuring Cam & Dwayne Tryumf) – 4:05
3. Go Hard (featuring Tedashii) – 4:57
4. Identity (featuring Da' T.R.U.T.H. & J.R.) – 3:45
5. Indwelling Sin – 3:45
6. Breathin' to Death – 4:07
7. Truth – 4:49
8. Desperate (featuring Cam) – 4:43
9. Change – 4:06
10. Fall Back (featuring Trip Lee) – 4:27
11. Live Free (featuring Sho Baraka & Jai) – 4:26
12. Got Paper – 4:20
13. I'm a Saint – 4:21
14. The Bride – 4:20
15. Beautiful Feet (featuring Dawntoya) – 4:38